# Вознесенський Банченський чоловічий монастир
Вознесенський Банченський чоловічий монастир — чоловічий монастир під контролем УПЦ у селі Молниця Герцаївського району Чернівецької області.

## Історія

### Заснування
Монастир був заснований у 1994 році і відкритий у грудні 1996 року. Його будівництвом керував єпископ Лонгин (Жар), який згодом став його настоятелем.

### Легенда
Місцеві жителі кажуть, що місце святе, зокрема там знаходиться джерело, яке вважають чудодійним. Власне воно і стало причиною побудови монастиря. У селі жив хлопчик із численними вадами. Він разом з іншими дітьми бував біля того джерела і пив з нього воду. І враз люди стали помічати, що він зцілюється. Як про це дізналися священики, то вирішили одразу заснувати на тому місці монастир.

### Розбудова
У 1994—1998 роках був побудований Вознесенський храм, а в 1995 році почали будувати церкву Покрови, освячену у 2003 році. До ансамблю монастиря відносяться два братських корпуси, два готелі, будинок настоятеля з келіями братії, скит економії з Преображенським храмом, церква святого Лазаря на цвинтарі, дзвіниця і Свято-Троїцький собор. У 2011 році монастир відвідав патріарх Московський Кирило і освятив Свято-Троїцький собор.
Під опікою перебуває дитячий будинок, у якому виховуються діти-інваліди.

## Архітектура
Окрасою комплексу є 60-метрова дзвіниця, що дещо нагадує дзвіницю Софійського собору. У самому монастирі зберігається багато християнських реліквій: частина Животворящого Хреста, мощі свяченомучениці Варвари та Серафима Саровського. Свято-Вознесенський монастир на сьогодні складається із церкви Вознесіння Господнього, церкви Покрови Пресвятої Богородиці, підземної церкви преподобного Сергія Радонезького, Свято-Троїцького собору, готелів для прочан, двох корпусів для монахів та скиту. На території знаходиться фонтан та вольєри із птахами, які є частиною розбитого тут ландшафтного парку.

## Цікаво
У 2007 році у дитячому будинку, що діє на території монастиря, був знятий документальний фільм «Форпост».

### Мова богослужіння
Богослужіння здійснюється на церковно слов'янській та церковно румунській мовах.